# Свидетели (телесериал)
«Свидетели» (англ. Eyewitness) — американский криминальный драматический телесериал. Премьера на телеканале USA Network состоялась 16 октября 2016 года. Является адаптацией норвежского мини-сериала «Очевидец», выпущенного в 2014 году. В главных ролях: Тайлер Янг, Джеймс Пэкстон, Джулианна Николсон, Гил Беллоуз, Уоррен Кристи и Таттиона Джонс. 1 марта 2017 года телесериал был закрыт после первого сезона.

## Сюжет
У подростка Лукаса Волденбека, казалось бы, есть все — популярность, успех в сфере мотокросса и привлекательная девушка, но в глубине души он конфликтует по поводу своей сексуальной ориентации. Его чувства начинают выходить на поверхность, когда он встречает Филиппа, одноклассника, с которым у него завязываются тайные отношения. Все усложняется, когда подростки становятся случайными свидетелями тройного убийства в небольшом домике в лесу. Им удается сбежать, но они остаются замеченными убийцей. После этого случая они договорились о том, что никому не расскажут эту историю. Ведь никто не должен узнать о том, что их связывает не просто дружба.

## В ролях

### Основной состав
= Главная роль в сезоне
     = Второстепенная роль в сезоне
     = Гостевая роль в сезоне
     = Не появляется
| Тайлер Янг         | Филипп Шей      | 10 | 10 |
| Джеймс Пэкстон     | Лукас Волденбек | 10 | 10 |
| Джулианна Николсон | Хелен Торренс   | 10 | 10 |
| Гил Беллоуз        | Гейб Колдуэлл   | 10 | 10 |
| Уоррен Кристи      | Райан Кейн      | 10 | 10 |
| Таттиона Джонс     | Камилла Дэвис   | 10 | 10 |
| Всего эпизодов     | Всего эпизодов  | 10 | 10 |

- Филипп Шей (Тайлер Янг) — подросток. Из-за злоупотребления матерью наркотиков попал в приёмную семью. Влюблён в Лукаса[4].
- Лукас Волденбек (Джеймс Пэкстон) — подросток. Увлекается мотокроссом, тайно влюблен в Филиппа[5].
- Хелен Торренс (Джулианна Николсон) — шериф маленького городка Тиволи. Приёмная мать Филиппа[6].
- Гейб Колдуэлл (Гил Беллоуз) — ветеринар, муж Хелен. Приёмный отец Филиппа.
- Райан Кейн (Уоррен Кристи) — работает в ФБР, но в то же время является жестоким убийцей[7].
- Камилла Дэвис (Таттиона Джонс) — работница ФБР, сестра Ситы.

### Второстепенный состав
| Аманда Брюгел      | Сита Петронелли   | 6  | 6  |
| Эйдан Дивайн       | Бо Волденбек      | 9  | 9  |
| Рейнбоу Сан Фрэнкс | Бёрлингейм        | 9  | 9  |
| Мэтт Мюррэй        | Тони Майклс       | 10 | 10 |
| Кэти Дуглас        | Белла Милонкович  | 4  | 4  |
| Мерседес Моррис    | Роуз              | 7  | 7  |
| Карлин Берчелл     | Энн Шей           | 4  | 4  |
| Алекс Харзи        | Митхат Милонкович | 5  | 5  |
| Эдриан Фрич        | Томми             | 2  | 2  |
| Всего эпизодов     | Всего эпизодов    | 10 | 10 |

- Сита Петронелли (Аманда Брюгел) — жена убитого информатора ФБР, мать-одиночка.
- Бо Волденбек (Эйдан Дивайн) — богатый отец Лукаса.
- Бёрлингейм (Рейнбоу Сан Фрэнкс) — партнер Камиллы.
- Тони Майклс (Мэтт Мюррэй) — напарник Хелен в полиции[8].
- Белла Милонкович (Кэти Дуглас) — дочь крупного наркоторговца. Влюблена в Райана.
- Роуз (Мерседес Моррис) — бывшая девушка Лукаса.
- Энн Шей (Карлин Берчелл) — наркоманка. Биологическая мать Филипа.
- Митхат Милонкович (Алекс Харзи) — крупный наркоторговец. Отец Беллы.
- Томми (Эдриан Фрич) — одноклассник Филиппа, который отдал свой фотоаппарат в обмен на его куртку.

## Производство
Съёмочный период начался 25 апреля 2016 года и был завершен 8 августа 2016. Большинство съёмок проходили в Парри-Саунде, а также в Маккелларе, Россо, Сегине, Магнетаване и Брейсбридже.
Премьера первого эпизода состоялась 16 октября 2016 года на телеканале USA Network.
1 марта 2017 года канал подтвердил, что продолжения сериала не будет, потому что он не собирал столько аудитории, как «Закон и порядок: Специальный корпус» и ожидания телевизионной сети не оправдались.

## Список эпизодов
| №  | Название                                                      | Режиссёр        | Автор сценария                 | Дата премьеры   | Зрители US (млн) |
| -- | ------------------------------------------------------------- | --------------- | ------------------------------ | --------------- | ---------------- |
| 1  | «Буффало '07» «Buffalo '07»                                   | Кэтрин Хардвик  | Ади Хасак                      | 16 октября 2016 | 0.77             |
| 2  | «Благослови зверя и детей» «Bless the Beast and the Children» | Кэтрин Хардвик  | Ади Хасак                      | 23 октября 2016 | 0.63             |
| 3  | «Белла, Белла, Белла» «Bella, Bella, Bella»                   | Скотт Питерс    | Ади Хасак и Энджел Дин Лопез   | 30 октября 2016 | 0.56             |
| 4  | «Крем-брюле» «Crème Brulée»                                   | Скотт Питерс    | Ади Хасак и Самир Мехта        | 6 ноября 2016   | 0.57             |
| 5  | «Лилии» «The Lilies»                                          | Келли Макин     | Энджел Дин Лопез и Самир Мехта | 13 ноября 2016  | 0.61             |
| 6  | «Жёлтый диван» «The Yellow Couch»                             | Келли Макин     | Самир Мехта                    | 20 ноября 2016  | 0.62             |
| 7  | «Они врали» «They Lied»                                       | Роберт Либерман | Энджел Дин Лопез               | 27 ноября 2016  | 0.61             |
| 8  | «Собака Ларсонов» «The Larsons' Dog»                          | Роберт Либерман | Ади Хасак и Самир Мехта        | 4 декабря 2016  | 0.64             |
| 9  | «Неизвестный спаситель» «Savior Unknown»                      | Скотт Питерс    | Ади Хасак и Дженнифер Коте     | 11 декабря 2016 | 0.64             |
| 10 | «День матери» «Mother's Day»                                  | Скотт Питерс    | Ади Хасак и Кендалл Маккиннон  | 18 декабря 2016 | 0.74             |

## Реакция

### Оценки критиков
«Свидетели» получили как положительные, так и смешанные отзывы. На сайте-агрегаторе рецензий Rotten Tomatoes сериал имеет 83% рейтинга одобрения на основе 12 рецензий. На сайте Metacritic он имеет средневзвешенный балл 58 из 100, основанный на 11 рецензиях.

### Рейтинги
В рейтинге Нильсена Live+Same Day, сериал достиг 0,17 балла среди демографических групп людей в возрасте от 18–49 лет и набрал 639,000 зрителей.

## Награды и номинации
| Год  | Награда                 | Категория                              | Номинант  | Результат |
| ---- | ----------------------- | -------------------------------------- | --------- | --------- |
| 2017 | 28th GLAAD Media Awards | Outstanding TV Movie or Limited Series | Свидетели | Победа    |